# Arabella endonata
Arabella endonata är en ringmaskart som beskrevs av Emerson 1974. Arabella endonata ingår i släktet Arabella och familjen Oenonidae. Inga underarter finns listade i Catalogue of Life.